# Porichthys mimeticus
Porichthys mimeticus är en fiskart som beskrevs av Walker och Rosenblatt, 1988. Porichthys mimeticus ingår i släktet Porichthys och familjen paddfiskar. IUCN kategoriserar arten globalt som livskraftig. Inga underarter finns listade i Catalogue of Life.